# Mu Jing
Mu Jing (čínsky pchin-jinem Mù Yīng, znaky 沐英; 1345–1392) byl čínský vojevůdce, jeden z předních generálů Chung-wua, prvního císaře říše Ming. Během povstání rudých turbanů, v němž byla říše Jüan vytlačena z Číny, bojoval v armádě Chung-wua. Sloužil v jeho vojsku, podílel se na dobytí Jün-nanu. Poté zůstal v Jün-nanu jako velitel vojska v provincii.

## Jména
Mu Jing používal zdvořilostní jméno Wen-jing (čínsky pchin-jinem Wényīng, znaky 文英). Za zásluhy o stát obdržel posmrtné jméno Čao-ťing (čínsky pchin-jinem Zhāojìng, znaky 昭靖).

## Život
Mu Jing pocházel z okresu Ting-jüan v moderní provincii An-chuej, narodil se roku 1345. V sedmi letech ztratil rodiče a byl, spolu s dalšími dětmi, adoptován Ču Jüan-čangem, tehdy důstojníkem v armádě Rudých turbanů, povstalců proti mongolské říši Jüan, ovládající Čínu. Mu Jing vyrůstal v Ču Jüan-čangově domácnosti jako jeho syn, pod jménem Ču Wen-jing, společně s Čuovým nejstarším synem Ču Piaoem. Mezi ostatními sourozenci vynikal inteligencí a vzorným chováním, obdržel literární vzdělání i vojenský výcvik.
V dospělosti sloužil v Ču Jüan-čangově velitelství jako jeden z důstojníků, později jako posádkový velitel. Roku 1368 se vyznamenal při dobývání Fu-ťienu. Poté mu Ču Jüan-čang (od roku 1368 první císař nově vzniklé říše Ming) sdělil, že je adoptovaný a (spolu s ostatními adoptivními syny) ho vyzval aby si opět vzal své rodné příjmení. Po krátké službě ve Fu-ťienu byl přeložen do Nankingu na místo asistenta a pak zástupce předsedy hlavní vojenské komise (tj. velitele migské armády). Roku 1377 byl jmenován zástupcem Teng Jüa při jeho tažení proti tibetským kmenům sídlícím kolem jezera Kukunor a v západním S’-čchuanu. Za úspěchy v tažený obdržel titul markýze ze Si-pching (西平侯) a příjem 2500 tanů zrna. Poté zůstával ve velní armád na severozápadě až do roku 1381.
Roku 1381 byl vedle Lan Jüa jmenován zástupcem Fu Jou-teho, velitele vojsk vyslaných k dobytí Jün-nanu. Důležitá centra Jün-nanu byl roku 1382 dobyta a mongolský místodržitel provincie, Basalawarmi, spáchal sebevraždu, nicméně menší boje pokračovaly. Fu Jou-te s částí vojsk se vrátil až v dubnu 1384, přičemž Mu Jing zůstal v Jün-nanu s úkolem uklidnit provincii. Podařilo se mu to kombinací vojenských vítězství a citlivé civilní správy, v níž kladl důraz na podporu vzdělávání a rekonstrukci ekonomiky, budoval školy stejně jako přehrady a zavodňovací kanály, zapojoval do správy místní náčelníky. Pod dojmem Mu Jingových úspěchů byla jeho funkce velitele obranného regionálního velitelství prohlášena za dědičnou.
Zemřel v létě 1392. Na příkaz císaře bylo jeho tělo převezeno do Nankingu a pohřbeno v mauzoleu nedaleko (tehdy budovaných) císařských hrobek. Posmrtně byl povýšen na knížete z Čchien-ning (黔寧) a bylo mu uděleno posmrtné jméno Čao-ťing (昭靖).
Mu Jingovo postavení v Jün-nanu zdědili jeho synové, nejstarší a schopný Mu Čchun zemřel již roku 1398 v relativně mladém věku 35 let, tituly a postavení poté zdědil druhý syn Mu Šeng (1368–1439). Mu Šeng se jako velitel vojsk v Jün-nanu zapojil do války ve Vietnamu (1406–1428), za počáteční úspěchy v ní dostal titul vévody z Čchien (黔國公), Čchien-kuo kung), později však bojoval se střídavými úspěchy. Koncem 30. let utrpěl těžkou porážku v bojích se Šany v Lučchuan-pchingmienské válce).
Mu Jingovi potomci drželi velení v Jün-nanu a titul vévody z Čchien do roku 1659, kdy poslední vévoda společně s mingským císařem Ču Jou-langem prchl z Jün-nanu do Barmy, kde byl roku 1661 Barmánci zabit.